# Imma phalerata
Imma phalerata är en fjärilsart som beskrevs av Edward Meyrick 1906. Imma phalerata ingår i släktet Imma och familjen Immidae. Inga underarter finns listade i Catalogue of Life.